# Batalla de Ramillies
La batalla de Ramillies se libró el 23 de mayo de 1706 en el pueblo de Ramillies, unos 15 km al norte de Namur, en la actual Bélgica, durante la campaña de la guerra de sucesión española por el control de los llamados Países Bajos Españoles o Flandes. En ella se enfrentaron un ejército anglo-germano-holandés bajo el mando de John Churchill, primer duque de Marlborough, contra un ejército francés comandado por François de Neufville, duque de Villeroy o Villeroi. La victoria de Marlborough supuso la expulsión de las fuerzas francesas de Flandes y la posterior captura de Amberes, Brujas y Gante.

## Preludio
Tras la gran victoria contra los franceses en la batalla de Höchstädt en 1704, el año siguiente había resultado decepcionante para los aliados: los franceses parecían estar a punto de conquistar toda Italia. El plan original del Duque de Marlborough para 1706 —una valiente marcha desde los Países Bajos hasta Italia con el fin de apoyar al príncipe Eugenio de Saboya y expulsar a los franceses del país— tuvo que ser cancelado debido a una inesperada ofensiva francesa en la margen izquierda del Rin. Frente a esta amenaza, los Estados Generales de los Países Bajos prometieron a Marlborough la lealtad de su ejército si aceptaba intervenir en la zona, asegurando además aportar 10 000 hombres a las fuerzas de Eugenio de Saboya en Italia.
El Duque de Marlborough aceptó y se desplazó con sus tropas a los alrededores de Lieja y la frontera del ducado de Brabante en un intento de atraer al Duque de Villeroy a la batalla. Luis XIV, deseoso de resarcirse de la derrota sufrida en 1704, apremió al disconforme Villeroy a vengar esas humillaciones. Este, bajo presión del rey, salió hacia Lovaina a la cabeza de 70 batallones de infantería, 132 escuadrones de caballería y aproximadamente 70 piezas de artillería, totalizando una fuerza de unos 60 000 hombres. Villeroy tenía la intención de recuperar la fortaleza de Zoutleeuw (Léau para los franceses), perdida el año anterior.
El 19 de mayo, Marlborough concentró a sus fuerzas en Corswarem (Berloz) tras enterarse de que su enemigo había cruzado el río Dijle. El ejército aliado consistía en 74 batallones de infantería, 123 escuadrones de caballería y 120 piezas artilleras, sumando en total unos 62 000 hombres.
A la una de la madrugada del 23 de mayo, Marlborough mandó al oficial William Cadogan a reconocer la zona donde pensaba establecer el campamento la noche siguiente tras la marcha del día, el altozano de St. André, cerca de la villa de Ramillies. Por pura casualidad, Villeroy había decidido acampar esa noche en esa misma posición. Allí es donde Cadogan descubrió la compacta y masiva concentración de tiendas del campamento franco-bávaro.

## Despliegue

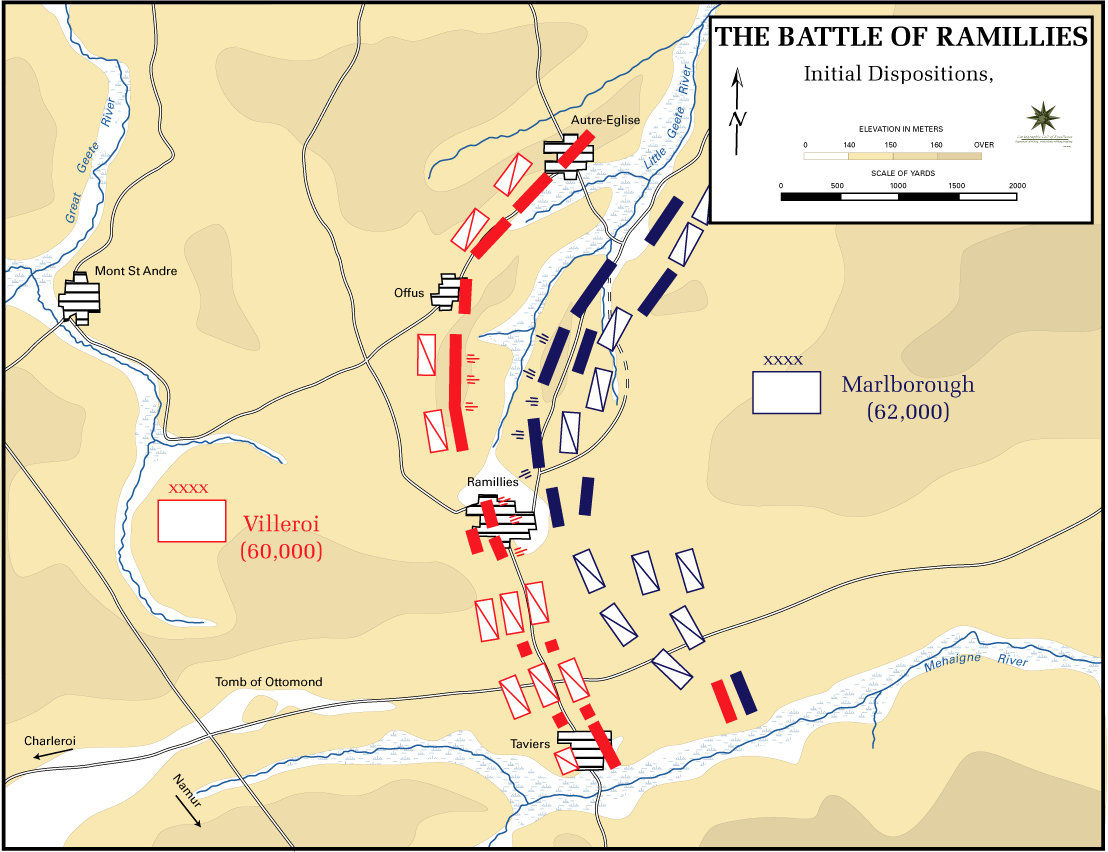
Despliegue inicial de fuerzas en Ramillies, 1706

La planicie de St. André se encuentra entre los ríos Gheete, Pequeño Gheete y Mehaigne (aunque realmente solo este último puede considerarse propiamente un río, con más de 3 metros de anchura, mientras que los otros dos son poco más que arroyos). El terreno se eleva desde la orilla del Pequeño Gheete hacia las posiciones francesas de forma tan abrupta que obstaculiza las maniobras de la caballería.
La mañana del 23 de mayo, el ejército de Villeroy formaba un arco cóncavo de algo más de 6 kilómetros de longitud. El flanco izquierdo se desplegó entre el poblado de Autre Église y Ramillies, en el margen izquierdo del Pequeño Gheete, formado por una gran fuerza de infantería apoyada por 50 escuadrones a caballo. El centro, entre Ramillies y el pueblo de Offus, estaba compuesto exclusivamente por infantería y artillería, con 20 batallones situados en el mismo Ramillies y flanqueados a cada lado por una gran batería. El ala derecha se extendía entre Ramillies y Traviers, y allí desplegó Villeroy al grueso de su caballería, 82 escuadrones, junto con tres brigadas de infantería bávara (con cinco batallones ocupando él mismo Traviers). Tanto el ala derecha como los propios pueblos de Traviers y Franquenée se encontraban protegidos de cualquier maniobra de flanqueo de la caballería aliada por el curso del Mehaigne.
El ala derecha del ejército aliado estaba formada mayoritariamente por tropas británicas comandadas por George Hamilton, lord Orkney. El mariscal Hendrik de Nassau-Ouwerkerk mandaba el ala izquierda. Al lado de la fuerza de Hendrik de Nassau se desplegaron 4 batallones de la fuerza de élite de los Guardias Azules Holandeses al mando del general Wertmuller, con la misión de tomar Traviers y Franquenée. Otra fuerza de 12 batallones, bajo el mando del general neerlandés Sc hullemburg, tenía órdenes de atacar Ramillies.

## Inicio de la batalla

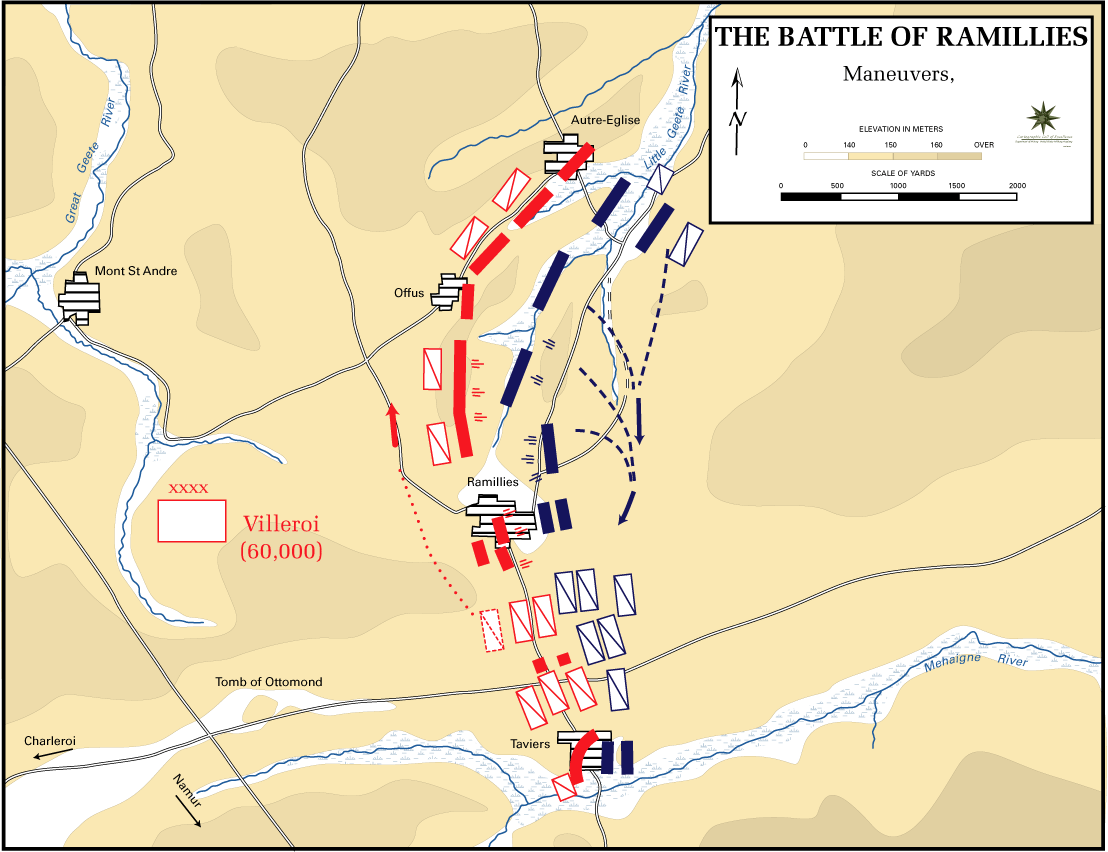
Maniobras iniciales

La batalla comenzó poco después de la una de la tarde. En el ala izquierda aliada, los Guardias Azules, apoyados por seis batallones daneses, atacaron primero Franquenée y luego Traviers, quedando ambas en manos aliadas alrededor de las tres y cuarto de la tarde. Los franceses intentaron recuperar ambas villas empleando dos batallones suizos y catorce escuadrones de dragones. Sin embargo, esa fuerza fue rechazada y puesta en fuga, y Villeroy ordenó intervenir a los bávaros, al mando de La Caloine. Tras una dura lucha, las tropas bávaras se encontraron aisladas entre las marismas, lo que supuso la desaparición táctica de la última de las fuerzas de infantería del ala derecha del ejército francés.
Mientras tanto, más al norte, Hamilton estaba marchando hacia Autre Église con doce batallones británicos y 39 de sus escuadrones de caballería. La infantería cruzó el Pequeño Gheete y colocó pontones para el cruce de la caballería, pero pronto sufrieron un fuerte contraataque: Villeroy, que acababa de recibir entre sus filas a Maximiliano II Manuel de Baviera, había reforzado la posición desviando infantería desde su centro tras ver el avance británico, creyendo que constituiría el ataque principal.
Después de que los franceses cambiaran el equilibrio de sus fuerzas, el ala izquierda aliada, apoyada por los 69 escuadrones de caballería de Hendrik de Nassau, inició el asalto contra Ramillies y Offus (en ese momento, Hamilton recibió además orden de cancelar el ataque del ala derecha y retirarse). Sin embargo, 68 escuadrones de caballería franceses, apoyados por la infantería restante en su centro, realizaron una contracarga y detuvieron el avance aliado. Un contraataque francés casi logró romper las líneas aliadas al sur de Ramillies, poniendo en fuga a varios escuadrones holandeses. Tras ordenar a Hamilton transferir primero 18 de sus escuadrones de caballería, y luego 21 más, del ala derecha aliada a la izquierda, el mismo Marlborough lideró personalmente dos cargas de caballería con el fin de probar la línea francesa.

## Ruptura

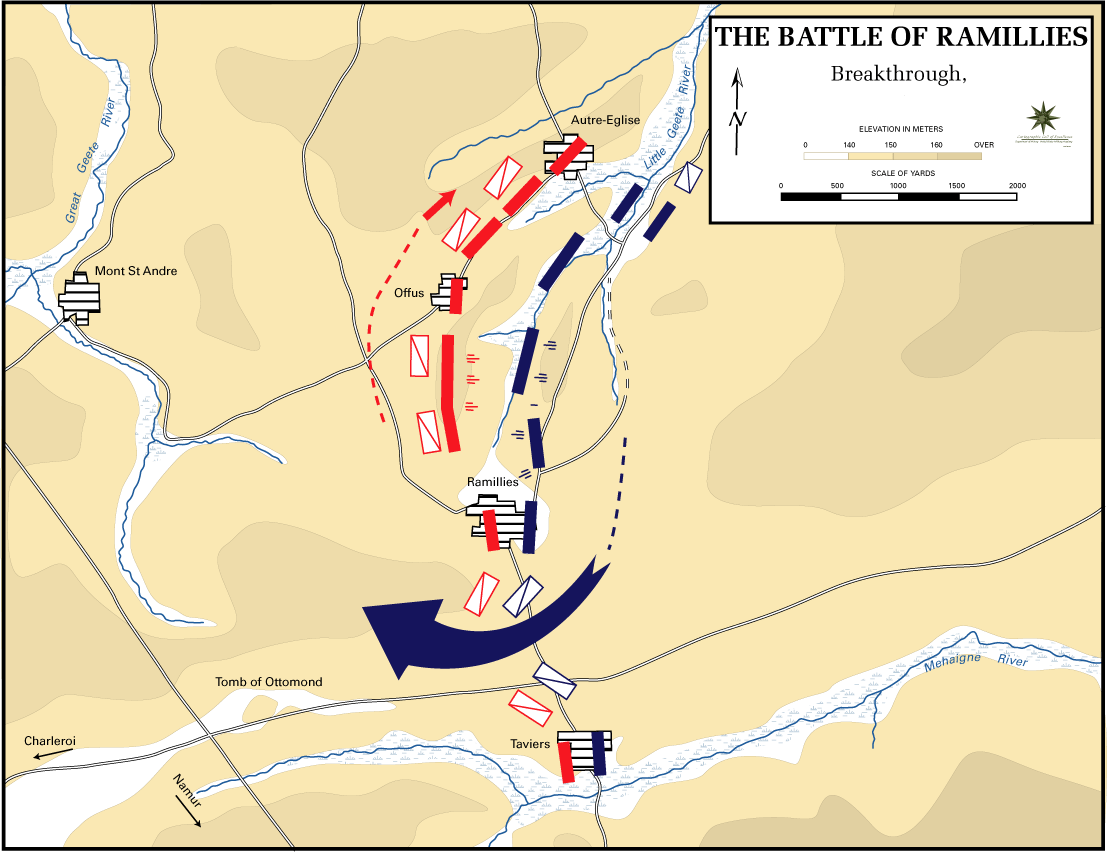
La ruptura aliada

Para entonces, casi 25.000 jinetes estaban trabados en combate. Sin embargo, con la intervención de la caballería aliada a la derecha de Marlborough y el flanqueo danés desde el flanco del Mehaigne, la flor y nata de la caballería francesa sufrió una contundente derrota. Hacia las cinco de la tarde, toda el ala derecha francesa, privada de suficiente apoyo de infantería, se desintegró e inició la huida hacia el noroeste. Marlborough aprovechó el momento. La mitad de los batallones de Hamilton que no se encontraban en combate se desplazó hacia el sur, dejando atrás sus banderines y estandartes con el fin de confundir a los franceses y hacerles creer que esa infantería seguía enfrente de su flanco izquierdo, lo que dio a Marlborough superioridad numérica frente a Ramillies. El General Schullemburg recibió la orden de avanzar, y después de una barrera concentrada de artillería que aplastó las defensas del pueblo, se produjo el asalto y Ramillies pasó a manos aliadas. El centro de la línea francesa se hundió.

## Persecución

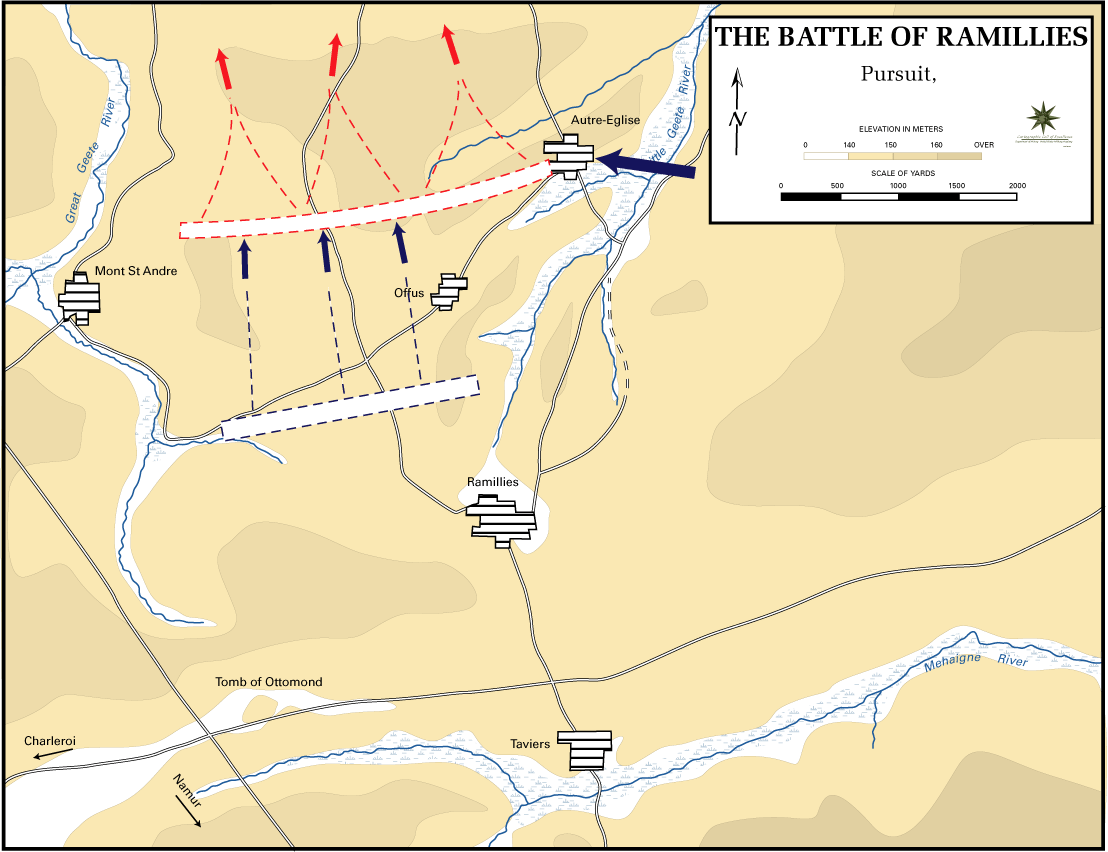
Persecución de las fuerzas francesas en retirada

Hacia las siete de la tarde, el duque de Villeroy y el Elector de Baviera fueron arrastrados hacia el oeste junto con los restos de su ejército, evitando a duras penas la captura cuando Hamilton barrió la desmoralizada línea francesa desde el norte, atravesando Autre Église. La persecución duró toda la noche, y miles de soldados franceses resultaron muertos o hechos prisioneros. La Colonie escapó por tercera vez en su vida, retrocediendo junto a sus tropas hacia Namur. Pequeños contingentes del ejército francés lograron ejecutar una retirada relativamente ordenada hacia Jodoigne y Wavre.

## Resultado
Tras la batalla y la persecución posterior, el ejército francés sufrió 13 000 bajas y otros 6000 fueron hechos prisioneros. Asimismo perdieron en la huida todos los cañones. Los aliados sufrieron 1066 heridos y 2560 muertos.
Todos los Países Bajos Españoles quedaron ahora a la merced del ejército aliado. Sin la presencia del ejército francés, demasiado baqueteado como para hacer más que retirarse en orden, las autoridades civiles cambiaron su lealtad en un tiempo récord. Lovaina el 25 de mayo, Bruselas el 28, Amberes el 6 de junio, Gante, Brujas y otros pueblos se rindieron a las fuerzas mandadas por el duque de Marlborough; pronto las siguieron Ostende el 6 de julio, Dendermonde y Menen el 25 de agosto. El 6 de octubre de 1706 se rendía Ath, con lo que el Archiduque Carlos VI del Sacro Imperio Romano Germánico fue reconocido como soberano de la mayor parte de los Países Bajos Españoles. Solo resistían Luxemburgo, Mons (hasta el 20 de octubre de 1709) y Namur.
Como consecuencia de la batalla, Luis XIV de Francia se vio obligado también a retirar fuerzas de otros frentes con el fin de reconstruir su ejército de Flandes, lo cual ayudó enormemente a Eugenio de Saboya en su esfuerzo por levantar el asedio de Turín.
La situación de tablas en la que había degenerado la guerra de sucesión española parecía haberse resuelto, pero en realidad no fue así: la guerra duró otros siete años. Los Países Bajos españoles quedarían en manos austríacas en 1714. 

## Análisis

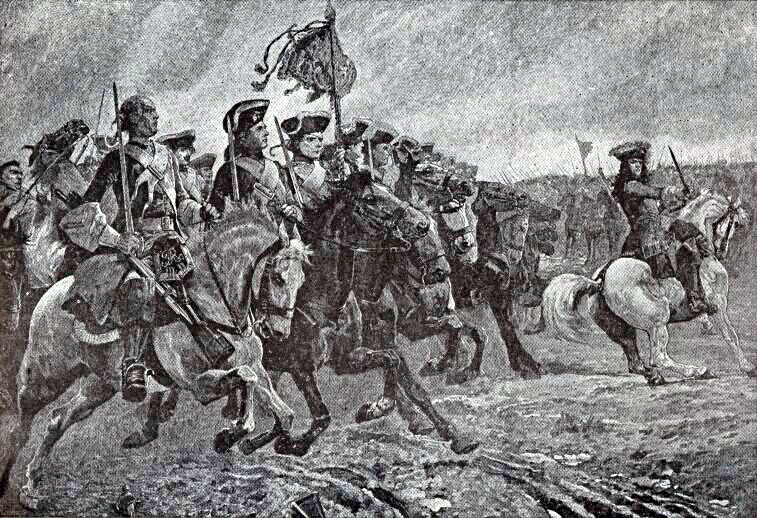
Carga de la caballería francesa durante la batalla.

El primer error del duque de Villeroy fue el de estirar en exceso su línea de batalla; con algo más de 6 km, la formación francesa era demasiado extensa, lo que unido con su despliegue cóncavo dificultaba la transferencia de tropas de uno a otro flanco en caso de necesidad. Por el contrario, el duque de Marlborough concentró su ejército en un frente de menos de 4 km entre los "cuernos" de la formación francesa, contando asimismo con la ventaja de tener carreteras y caminos tras sus líneas con los que podía desplazar rápidamente tropas de uno a otro flanco. Villeroy había desperdiciado igualmente parte de su caballería, desplegándola erróneamente detrás de unas marismas tras Autre Église.
Además, la infantería francesa no brilló precisamente aquel día: Traviers y Franquenée cayeron pronto frente a fuerzas de similar tamaño, mientras que el contraataque contra Traviers estuvo mal coordinado.
En contraste, el duque de Marlborough ejecutó un plan de acción de forma brillante. Al concentrar toda su caballería en el flanco izquierdo, al sur, pudo vencer a la caballería francesa, y con la superioridad en comunicaciones a disposición de su ejército, logró superar a Villeroy.